# Xerophaeus druryi
Xerophaeus druryi är en spindelart som beskrevs av Tucker 1923. Xerophaeus druryi ingår i släktet Xerophaeus och familjen plattbuksspindlar. Inga underarter finns listade i Catalogue of Life.